# フレドリクスタ橋
座標: 北緯59度12分36秒 東経10度57分37秒 / 北緯59.21000度 東経10.96028度

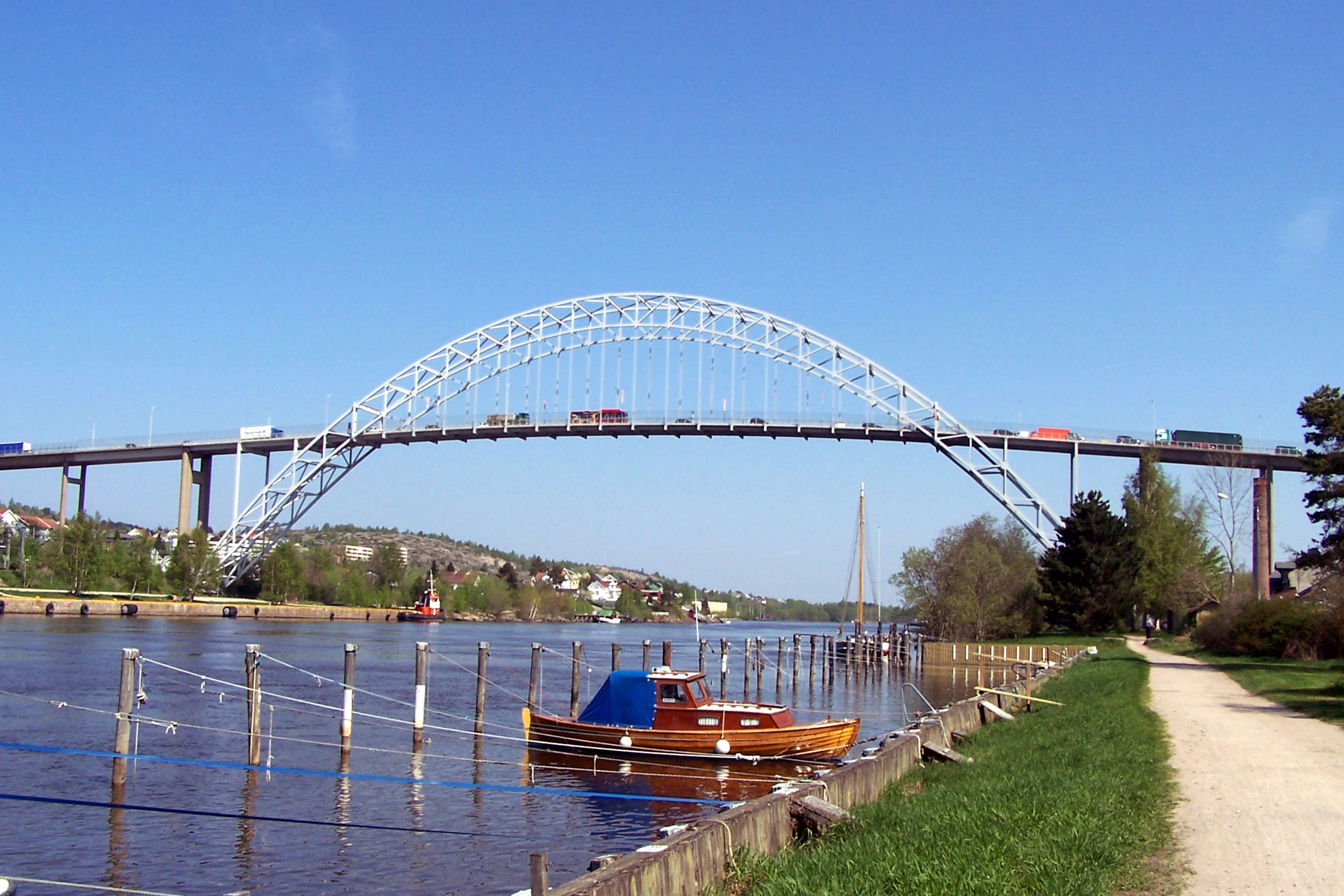
グロンマ川にかかるフレドリクスタ橋

フレドリクスタ橋（Fredrikstadbrua）は、ノルウェーのフレドリクスタにあるアーチ橋。橋は、グロンマ川を横断しており、市の西側と東側を結んでいる。橋は、長さ824mで、196メートルのメインスパンがある。高さは39.5メートル。橋は、当時のオーラヴ王子によって、1957年8月18日に開通された。